# عيران (المحفد)

تعديل مصدري - تعديل

عيران هي إحدى قرى عزلة المحفد بمديرية المحفد التابعة لمحافظة أبين، بلغ تعداد سكانها 175 نسمة حسب تعداد اليمن لعام 2004.